# Stäppfladdermus
Stäppfladdermus (Myotis aurascens) är en fladdermus i familjen läderlappar som förekommer i sydöstra Europa och västra Asien. Populationen listades länge som synonym till mustaschfladdermus (Myotis mystacinus) och sedan början av 2000-talet godkänns den som art.
Denna fladdermus är med en kroppslängd (huvud och bål) av 45 till 52 mm lite större än mustaschfladdermusen. De kända värdena för vikten (4 till 7 g), underarmarnas längd (32 till 37 mm) och vingspann (cirka 200 mm) är däremot likadan. På ovansidan är pälsen brun med gulbruna spetsar. Öronen och huvudet har en mörkare brun färg.
Arten förekommer från södra och östra Balkan samt från Grekland (inklusive Kreta) över södra Ukraina och Turkiet till Kaspiska havet (sydvästra Ryssland och nordvästra Iran). Mindre avskilda populationer är kända från Kroatien och norra Italien. Habitatet utgörs på Balkan av skogar och buskskogar. I Turkiet hittas den ofta i den tätare växtligheten nära vattendrag. Längre österut är utbredningsområdet främst täckt av stäpper.
Individerna vilar vanligen i bergssprickor och under överhängande klippor. Under vintern bildas flockar med cirka 15 exemplar som sover i grottor.
Stäppfladdermusen hotas i viss mån av urbanisering. I utbredningsområdet förekommer några skyddszoner. IUCN listar hela beståndet som livskraftig (LC).